# 바이오세라믹

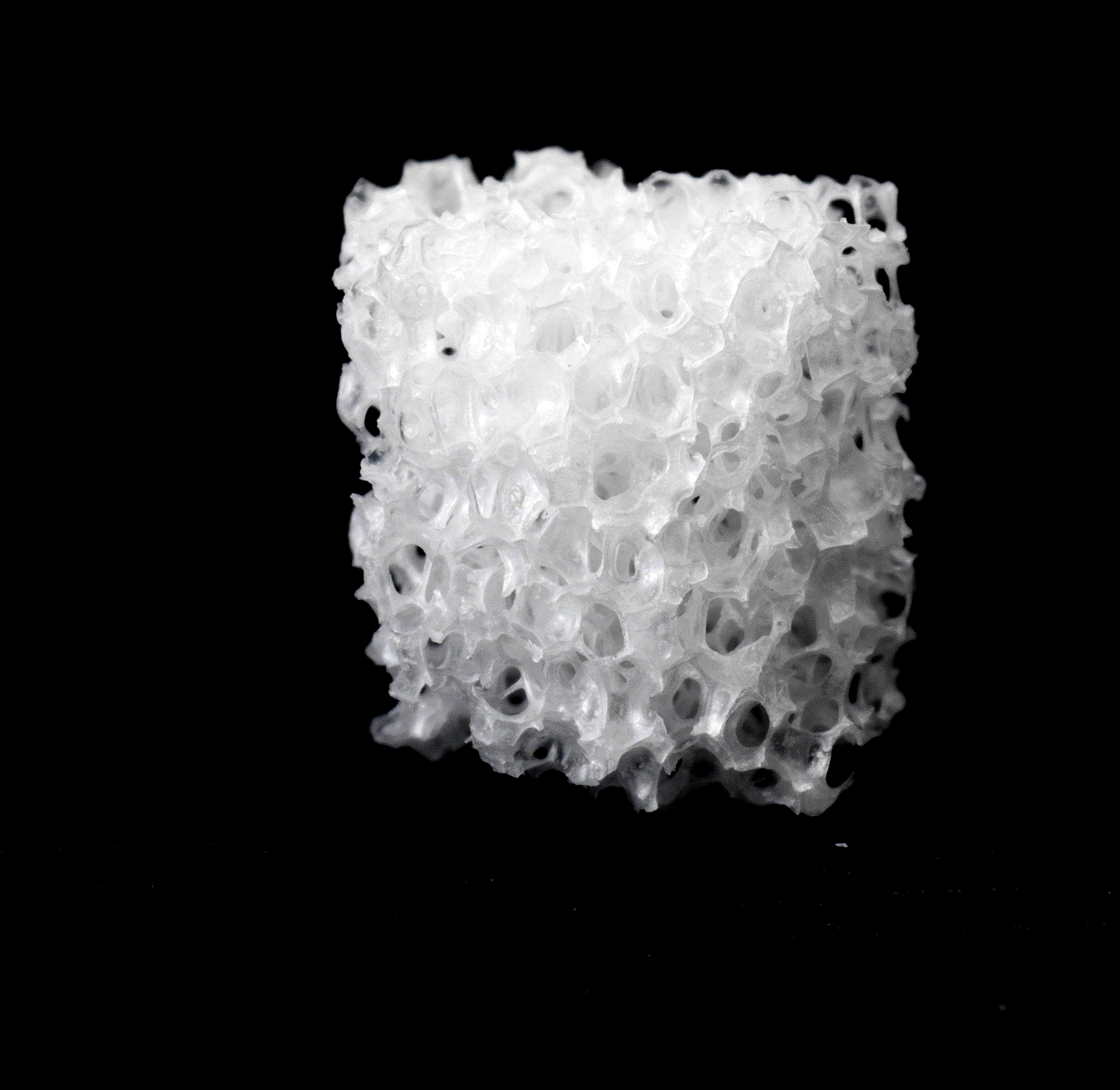

바이오세라믹(bioceramic) 또는 바이오세라믹스(bioceramics)는 생체 적합성이 있는 세라믹 물질이다. 바이오세라믹은 생물소재의 중요한 부분이다. 인공 치아 혹은 인공뼈 등에 이용되는 의료용 재료이다. 인공 피부, 인공 신장(腎臟) 등과 함께 대표적인 의료용 재료로 꼽힌다. 알루미나 탄소, 질화규소, 인산3칼슘 수소아파타이 등이 주재료이다. 인공 물질로써 오랫동안 체내에 있어야 하는 이들 재료는 이물(異物) 반응 즉 거부 반응을 일으키지 않아야 함은 물론 외부의 충격이나 침에 견뎌내야 하고, 내구성도 있어야 한다.